# Río Luena (Angola)
El río Luena (o  Luina o Lwena) es un río que nace en Angola, fluyendo hacia el este, para confluir con el río Zambeze en Zambia. Posee una longitud de 350 km.
- Datos: Q1178822